# Аль-Ахфаш аль-Асгар
Абу-ль-Махасин (Абу-ль-Хасан) Али ибн Сулейман ибн аль-Фадль (араб. أبو المحاسن علي بن سليمان بن الفضل‎), более известный как Аль-А́хфаш аль-А́сгар (араб. الأخفش الأصغر‎ — Ахфаш младший) — арабский лингвист.

## Биография
Аль-Ахфаш аль-Асгар родился в Багдаде, жил в Египте с 900 по 912 (918) годы, затем перебрался в Алеппо (Сирия), а к концу жизни вернулся в Багдад. Его учениками были Абуль-Касим аз-Заджжаджи и Ахмад ан-Нами. На авторитет Ахфаша аль-Асгара ссылались такие поздние языковеды, как аль-Марзубани, Абуль-Фарадж аль-Муафа аль-Джарири и др.
Аль-Ахфаш скончался в месяце зуль-када или шаабан 315 или 316 года по хиджре (927—928 год) и был похоронен на кладбище городка Барадан возле Багдада. Его перу принадлежат такие труды, как «Шарх Сибавейхи» (شرح سيبويه‎), «аль-Анва» (الأنواء‎), «аль-Мухаззаб» (المهذب‎) и «Китаб аль-ихтиярайн» (كتاب الإختيارين‎).